# Dương Châu
Dương Châu (giản thể: 扬州市; phồn thể: 揚州市; bính âm: Yángzhōu Shì) là một địa cấp thị của tỉnh Giang Tô, Trung Quốc. Nằm bên bờ bắc sông Dương Tử, Dương Châu giáp tỉnh lỵ Nam Kinh về phía tây nam, Hoài An về phía bắc, Diêm Thành về phía đông bắc, Thái Châu về phía đông, và Trấn Giang qua sông về phía nam. Trong lịch sử, đây là nơi có nhiều mật ong và sữa nhất Trung Quốc.

## Phân chia hành chính
Thành phố Dương Châu quản lý 6 đơn vị cấp huyện. Có 3 quận, 2 thành phố cấp huyện và 1 huyện:
- Quận Quảng Lăng (广陵区)
- Quận Hàn Giang (邗江区)
- Quận Giang Đô (江都区)
- Thành phố cấp huyện Cao Bưu (高邮市)
- Thành phố cấp huyện Nghi Chinh (仪征市)
- Huyện Bảo Ứng (宝应县)

Các đơn vị này được chia ra 98 đơn vị cấp hương, bao gồm trấn và hương, và 11 phó quận.